# Trattato fra la Repubblica di Genova e il Khanato dell'Orda d'Oro
Il trattato fra la Repubblica di Genova e il Khanato dell'Orda d'Oro fu un documento stipulato a Caffa (Crimea) fra il regno eurasiatico e lo Stato di San Giorgio, di cui la cittadella di Caffa costituiva proprio una delle maggiori basi commerciali nel Mediterraneo orientale. Il documento si trova oggi conservato presso l'Archivio di Stato di Genova.
La stipula del trattato avvenne il 27 novembre 1380 alla presenza di un emissario dell'Imperatore, per essere poi rinnovato il 24 febbraio 1381. Per ciascuna di esse venne redatta una copia originale in volgare genovese, cui sarà affiancata una traduzione in lingua tatara.
L'importanza di tale documento è quindi non solo di carattere storico, ma anche e soprattutto linguistico: la lingua dell'originale versione in genovese «non presenta, rispetto ai coevi documenti cancellereschi metropolitani, peculiarità di alcun genere», confermando l'ormai avvenuta maturazione di una prosa in volgare ligure che esuli da contesti letterari e che risponde a precise esigenze funzionali; oltre a ciò, il documento fornisce diretta testimonianza di «un uso internazionale del genovese, e verosimilmente di quel genovese «d'Otramar» di cui esistono pochi documenti diretti» (Toso).